# Ambrosius (film)
Ambrosius è un cortometraggio muto del 1910 diretto da Gunnar Helsengreen. Prodotto e distribuito dalla Fotorama, è un film biografico sulla figura del poeta danese Ambrosius Stub (1705–1758), interpretato dall'attore Aage Fønss. La sceneggiatura si basa sull'omonimo lavoro teatrale del 1877 di Christian Knud Frederik Molbech.

## Produzione
Il film fu prodotto dalla Fotorama.

## Distribuzione
Distribuito dalla Fotorama, il film uscì nelle sale cinematografiche danesi presentato in prima al Løvebiografen il 22 novembre 1910.